# Manus (provins)
Manus är en provins i Bismarckarkipelagen i Papua Nya Guinea. Provinsen omfattar Manusön och en rad små ögrupper, bland annat Västra öarna.

## Administrativ indelning
Provinsen är indelad i endast ett distrikt, Manus.